# U.S. Route 7
Pour les articles homonymes, voir Route 7.
La U.S. Route 7 (US 7) est une US Route d'orientation sud–nord dans l'ouest de la Nouvelle-Angleterre. Elle y parcourt 308 miles (496 km) dans les états du Connecticut, du Massachusetts et du Vermont. Le terminus sud de la route se trouve à la jonction avec l'I-95 à Norwalk, Connecticut. Son terminus nord est à la jonction avec l'I-89 près du village de Highgate Springs, Vermont, immédiatement au sud de la frontière avec le Canada.

## Description du tracé
|       | mi     | km     |
| ----- | ------ | ------ |
| CT    | 78,22  | 125,88 |
| MA    | 53,85  | 86,66  |
| VT    | 176,29 | 283,71 |
| Total | 308,36 | 496,26 |

### Connecticut
La US 7 au Connecticut est généralement une route de surface, bien qu'elle ait deux courtes sections autoroutières dans les régions de Norwalk et de Danbury. La US 7 débute à Norwalk avec une section autoroutière jusqu'à la limite de Wilton. Elle passe dans les limites de Wilton et de Ridgefield comme route à deux voies.
Près de Danbury, une autre section autoroutière débute, environ un mile (1,6 km) au sud de l'I-84. Pour traverser la ville, la US 7 forme un multiplex avec l'I-84 pour environ quatre miles (6,4 km). La US 6 / US 202 se joint au multiplex rapidement. La US 7 et la US 202 quittent l'I-84 et poursuivent vers le nord, sur leur propre section autoroutière sur environ huit miles (13 km), soit jusqu'au sud de New Milford. À Brookfield, la US 202 quitte et rejoint la US 7 vers le nord.
La US 7 forme un multiplex avec la US 202 jusqu'au centre de New Milford. Au nord de New Milford, la US 7 est une route à deux voies pour le reste du Connecticut et quitte l'état dans la ville de North Canaan après avoir passé dans les villes de Kent, de Cornwall et de Canaan.

### Massachusetts
La US 7 entre au Massachusetts dans la ville de Sheffield et demeure une route à deux voies jusqu'à Lenox. À cet endroit, une route de contournement de quatre voies a été construite. La route continue ainsi et rencontre la US 20, avec laquelle elle forme un multiplex jusqu'à Pittsfield. La US 20 quitte le multiplex et la US 7 traverse Pittsfield du sud au nord. Elle se poursuit vers le nord comme route à deux voies dans un secteur plus rural. Elle passe par Lanesborough, New Ashford et Williamstown avant d'entrer à Pownal, au Vermont.

### Vermont
La US 7 demeure une route rurale à deux voies entre la frontière avec le Massachusetts et Bennington, où elle devient une autoroute à chaussées séparées pour un mile (1,6 km) au nord de Bennington. La route se dirige vers Manchester en passant dans la Forêt Nationale de Green Mountain. Elle atteint Manchester suivi de Rutland. À Rutland, elle forme un multiplex avec la US 4 jusqu'au centre de la ville. Elle se poursuit vers le nord en passant par Brandon, Middlebury et Vergennes avant d'atteindre South Burlington. Elle y croise l'actuel terminus ouest de l'I-189. À Burlington et au nord de la ville, elle forme un multiplex avec la US 2 en longeant l'I-89 sur le reste de son tracé. Elle passe par Milton, Saint Albans et Swanton avant d'atteindre son terminus nord, à la jonction avec l'I-89, juste au sud du poste frontière avec le Canada, entre l'I-89 et la Route 133.

## Intersections majeures
Connecticut
 I-95 à Norwalk
 US 1 à Norwalk
 I-84 à Danbury. Les routes forment un multiplex dans la ville.
 US 6 / US 202 à Danbury. La US 6 / US 7 forment un multiplex dans la ville. La US 7 / US 202 forment un multiplex jusqu'à Brookfield.
 US 202 à Brookfield.
 US 202 à Brookfield. Les routes forment un multiplex jusqu'à New Milford.
 US 44 à North Canaan. Les routes forment un multiplex dans la ville.
Massachusetts
 US 20 à Lenox. Les routes forment un multiplex jusqu'à Pittsfield.
Vermont
 US 4 à Rutland. Les routes forment un multiplex dans la ville.
 I-189 aux limites entre South Burlington et Burlington city line
 US 2 à Burlington. Les routes forment un multiplex jusqu'à Colchester.
 I-89 à Colchester
 I-89 à Georgia
 I-89 à Highgate